# 入来駅
入来駅（いりきえき）は、かつて鹿児島県薩摩郡入来町副田（現・薩摩川内市入来町副田）に設置されていた、日本国有鉄道（国鉄）宮之城線の駅（廃駅）である。
1987年（昭和62年）1月10日、宮之城線の廃止に伴い廃駅となった。

## 歴史
- 1926年（大正15年）5月8日：樋脇 - 宮之城間開業に伴い、入来駅として開業[2]。一般駅。
- 1935年（昭和10年）2月21日：省営自動車加治木線（加治木-入来間）運輸営業開始[3]。
- 1952年（昭和27年）3月25日：鉄筋コンクリート造の駅舎に改築[4]。
- 1971年（昭和46年）3月1日：貨物の取り扱いを廃止[1]。
- 1984年（昭和59年）2月1日：荷物扱い廃止[1]。
- 1987年（昭和62年）1月10日：宮之城線の全線廃止に伴い、廃駅となる[1]。

## 駅構造
鉄筋造りの駅舎と千鳥状に配置された相対式ホーム（千鳥式ホーム）2面2線を有し、廃止時まで列車交換が行われていたため、駅員が常駐していた。

## 駅周辺
- 入来郵便局
- 入来タクシー
- 国道328号
- JR九州バス「入来」停留所
- 鹿児島交通「入来鉄道記念館前」停留所

## 廃止後の状況
跡地には回廊パーク「入来鉄道記念公園」が整備され、1996年〈平成8年〉3月に開設した。園内には蒸気機関車（SL）を模した建物や広場があり、駐車場を併設している。同園には踏切警報機や転轍器が展示されている。

## 隣の駅
日本国有鉄道
宮之城線
上樋脇駅 - 入来駅 - 薩摩山崎駅